# Бедльно (Свентокшиське воєводство)
Бедльно (пол. Bedlno) — село в Польщі, у гміні Конське Конецького повіту Свентокшиського воєводства.
Населення — 320 осіб (2011).
У 1975-1998 роках село належало до Келецького воєводства.

## Демографія
Демографічна структура на день 31 березня 2011 року:
|          | Загалом | Допрацездатний вік | Працездатний вік | Постпрацездатний вік |
| -------- | ------- | ------------------ | ---------------- | -------------------- |
| Чоловіки | 159     | 30                 | 111              | 18                   |
| Жінки    | 161     | 29                 | 90               | 42                   |
| Разом    | 320     | 59                 | 201              | 60                   |